# Sesamum abbreviatum
Sesamum abbreviatum är en sesamväxtart som beskrevs av Hermann Merxmüller. Sesamum abbreviatum ingår i släktet sesamer, och familjen sesamväxter. Inga underarter finns listade i Catalogue of Life.